# Kościół Świętego Szymona i Świętej Heleny w Mińsku
Kościół Świętego Szymona i Świętej Heleny albo Czerwony Kościół (biał. Касцёл святых Сымона і Алены, Kaścioł światych Symona j Aleny; Чырвоны касцёл, Czyrwony kaścioł) – kościół katolicki w Mińsku znajdujący się przy pl. Niepodległości. W kościele odprawiane są msze w językach białoruskim, polskim, litewskim, łacińskim.

## Historia
Został zbudowany w latach 1905–1910 według projektu Tomasza Pajzderskiego w stylu neoromańskim, budowę nadzorował Władysław Marconi. Jego fundatorem był Edward Woyniłłowicz, wezwanie otrzymał na pamiątkę zmarłych przedwcześnie jego dzieci Helenki i Szymona. Budowę wsparł kwotą tysiąca rubli polski ziemianin Jerzy Hutten-Czapski z Przyłuk. Budynek był wzorowany na podobnym kościele znajdującym się w Jutrosinie, wybudowanym przez tego samego architekta. Mury kościoła zbudowano z cegły sprowadzonej spod Częstochowy, marmury wewnątrz przyjechały spod Kielc, a dachy pokryto dachówką z Włocławka.
W 1923 świątynia została zbezczeszczona przez bolszewików, dziewięć lat później ostatecznie ją zamknięto, przekazując budynek Państwowemu Teatrowi Polskiemu Białoruskiej SRR. Przed II wojną światową zamieniono go na kino.
Podczas okupacji niemieckiej (1941–1944) kościół był otwarty dla wiernych, po zajęciu Mińska przez wojska radzieckie znów służył jako kino („Sawieckaja Biełarus”), dokonano jego wewnętrznej przebudowy.
W roku 1988 w Mińsku rozpoczęto walkę o zwrot świątyni. Polacy, członkowie miejscowego Stowarzyszenia „Polonia”, organizowali liczne protesty i głodówki. Dzięki tym staraniom i zabiegom Prezesa Wiktora Dmuchowskiego „Czerwony Kościół” w Mińsku, jako pierwszy został zwrócony Polakom i katolikom Mińska. W czasach ZSRR to był wielki sukces. Na spotkaniu z Papieżem Janem Pawłem II w listopadzie 1990 roku Prezes Stowarzyszenia p. Wiktor Dmuchowski osobiście odebrał z rąk Jego Świątobliwości podziękowania za pracę i postawę Polaków na Białorusi. Dużą rolę w odzyskaniu świątyni odegrały Anna Niciejewska-Siniewicz i Edward Tarlecki, którzy podjęli strajk głodowy pod murami świątyni oraz osobistym zaangażowaniem przyśpieszyli odzyskanie kościoła. Ks. Władysław Zawalniuk, obecny proboszcz parafii św. Szymona i Heleny był mocno uzależniony od władz komunistycznych, które co jakiś czas dawały mu wytyczne i pod ich naciskiem domagał się przerwania protestów i głodówek. Ostatecznie świątynia została zwrócona 15 kwietnia 1990 roku białoruskim katolikom (korzystają z niej również unici), po czym przeszła gruntowną rekonstrukcję. Obecnie jest centrum życia kulturalnego, społecznego i religijnego mińskich katolików, działają przy niej biblioteka polska, chór, teatr młodzieżowy i nieuznawany przez władze Białorusi miński oddział Związku Polaków.
We wrześniu 2007 decyzją władz Mińska ulicy przy kościele nadano imię Edwarda Woyniłłowicza.
W 2013 roku, na mocy rozporządzenia Prezydenta Republiki Białorusi i wbrew oczekiwaniom parafian, prawo własności do zespołu architektonicznego kościoła przekazano władzom Mińska, a parafia otrzymała jedynie prawo do nieodpłatnego użytkowania świątyni. Władze Mińska przekazały zarządzanie budynkiem przedsiębiorstwu komunalnemu „Minskaja Spadczyna” (tłum. Mińskie Dziedzictwo). Mieszkańcy Mińska i Kuria archidiecezji mińsko-mohylewskiej domagają się zwrotu świątyni parafii. W latach 2017–2019 przeprowadzono gruntowny remont budynku. 17 lutego 2019 r. arcybiskup mińsko-mohylewski Tadeusz Kondrusiewicz poświęcił odlane w Polsce trzy dzwony zawieszone na wieży kościoła. Poprzednie zostały zrzucone z wieży i zniszczone przez bolszewików w 1923 roku.
W nocy z 25 na 26 września 2022 r. nieznani sprawcy włamali się do świątyni i podpalili jedno z pomieszczeń. Zniszczenia były nieznaczne, jednak władze nakazały zamknąć kościół, z powodu konieczności przeprowadzenia w nim remontu. 6 października 2022 r. przedsiębiorstwo „Minskaja Spadczyna” wymówiło parafii bezpłatną umowę najmu budynku ze skutkiem natychmiastowym.

Galeria
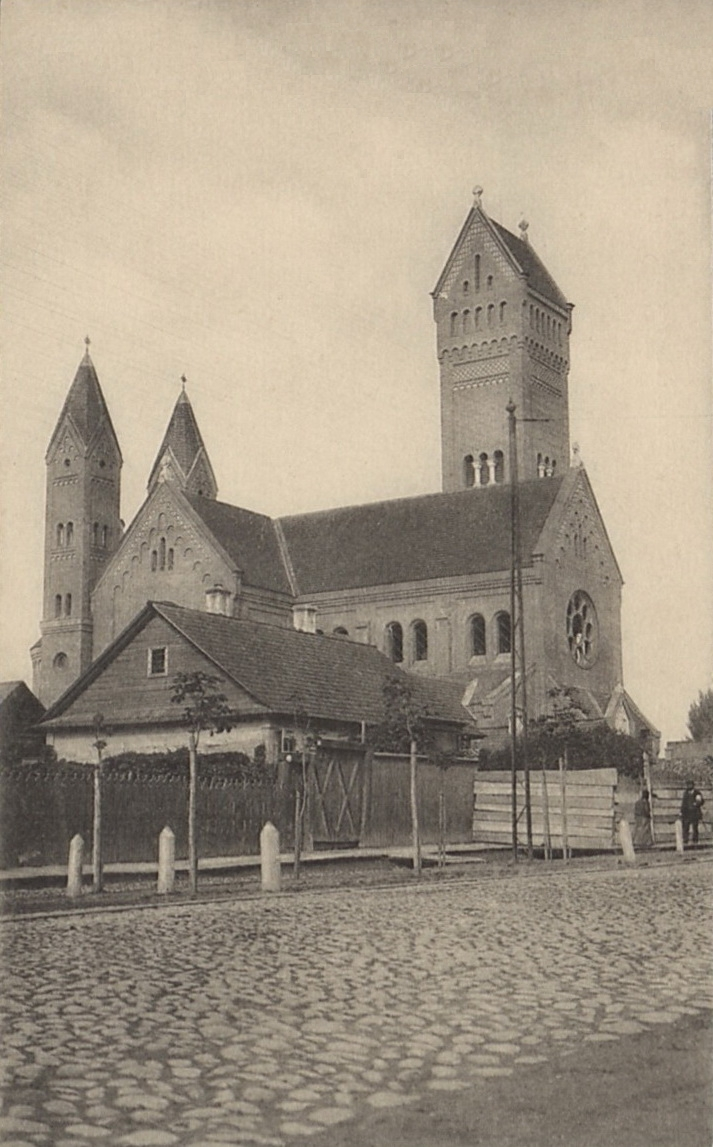
Kościół przed 1917 r.
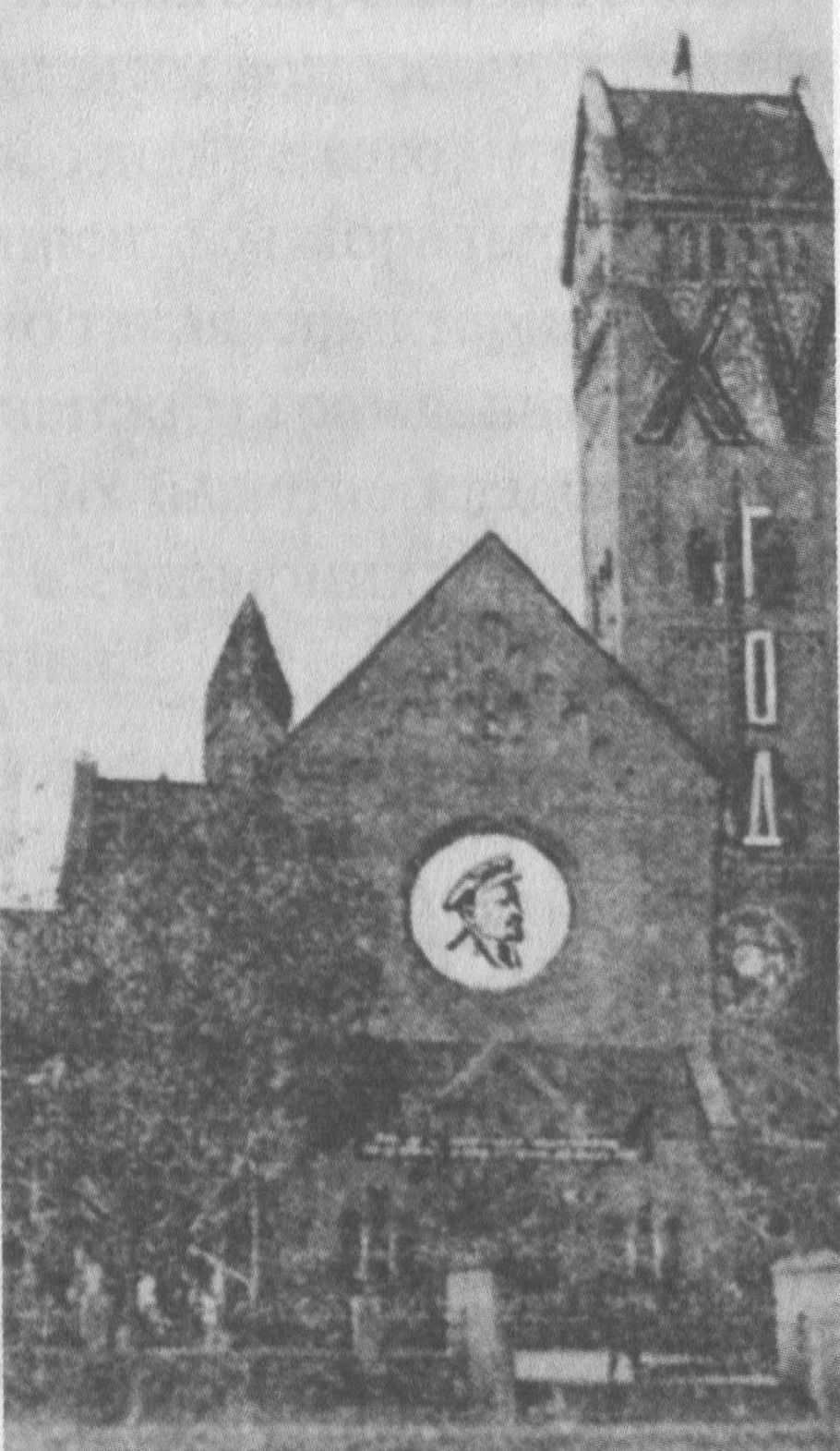
Czerwona flaga na dachu dzwonnicy, portret Lenina w rozecie i napis „XV rok władzy radzieckiej” na ścianie dzwonnicy w rocznicę rewolucji, 1932 r.
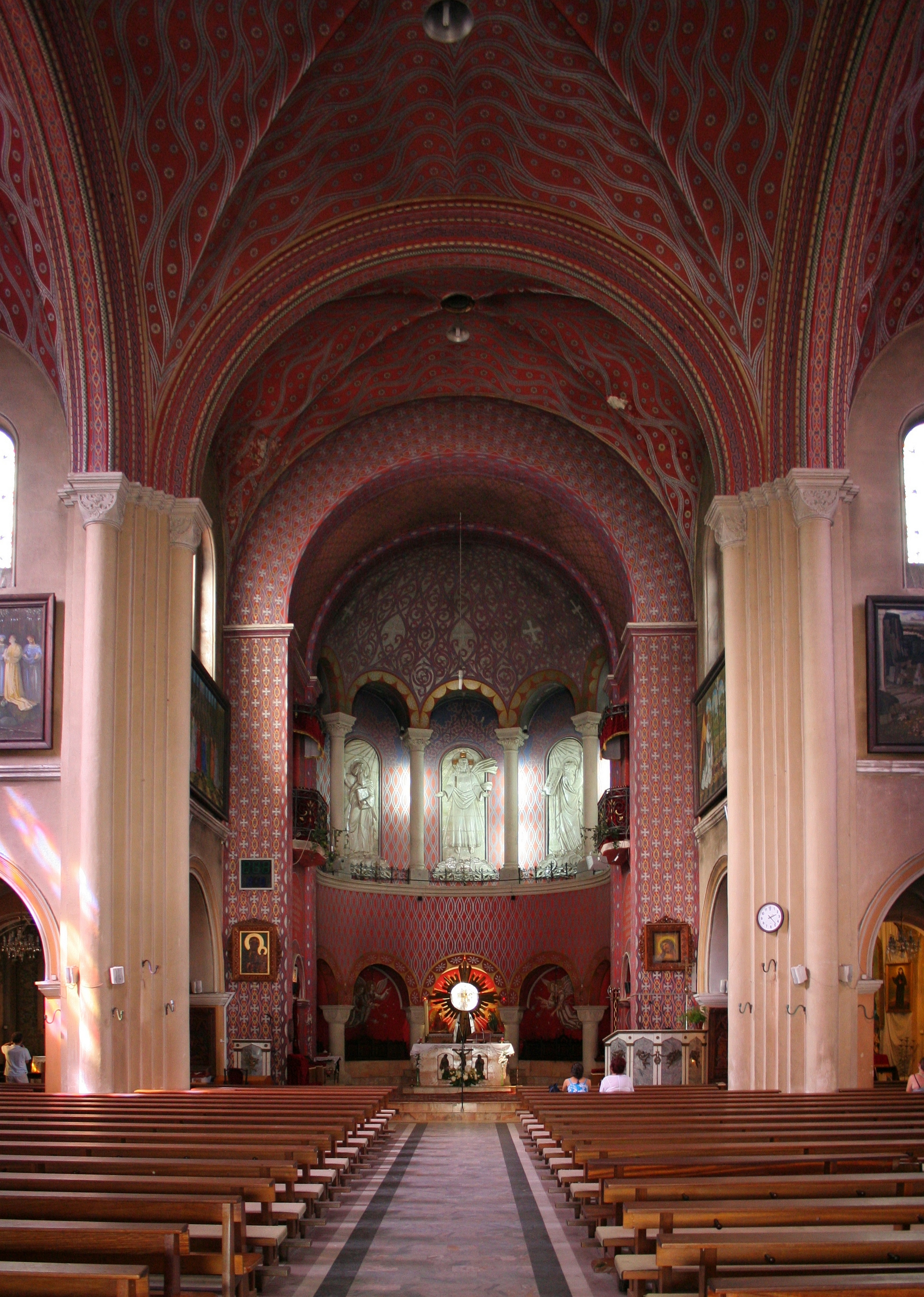
Wnętrze